# Sponge
Sponge — американская рок-группа из Детройта, штат Мичиган, образованная в 1992 году вокалистом Винни Домброски, гитаристом Майком Кроссом, басистом Тимом Кроссом, барабанщиком Джимми Палуцци и гитаристом Джои Маццолой. Sponge выпустили 8 студийных и 4 концертных альбома. Наиболее известные песни группы: «Plowed» и «Molly (16 Candles Down the Drain)».

## История

### Создание,Rotting PiñataиWax Ecstatic(1991—1998)
Винни Домброски, Майк Кросс и Тим Кросс состояли в хард-рок-группе Loudhouse. Они выпустили один альбом. Одна из их песен использовалась в качестве саундтрека к фильму 1991 года «На гребне волны». Затем группа наняла Джои Маццола в качестве второго гитариста. Вскоре после этого вокалист Кенни Магвамп покинул группу, поэтому Домброски переключился с барабанов на вокал, а место барабанщика занял приглашённый в группу Джимми Палуцци. Группа сменила имя на Sponge и приступила к работе над новой музыкой и выступлениям в барах и клубах. Их дебютный альбом Rotting Piñata был выпущен в 1994 году на лейбле Columbia Records. Первой и второй песнями альбома стали «Neenah Menasha» и «Plowed». 19 ноября 1994 года «Plouwed» вошла в чарт Hot Mainstream Rock Tracks. К концу 1994 года барабанщик Чарли Гровер заменил Палуцци. В 1995 году Sponge отправился в турне с группами Live и Love Spirit Love, а также выступил на музыкальных фестивалях Edgefest, X-Fest, Sunstroke (Ирландия) и Pukkelpop (Бельгия). «Plowed» вместе с третьй песней «Molly (16 Candles Down the Drain)» транслировался по радио и MTV. 14 июля 1995 года альбом Rotting Piñata был сертифицирован RIAA как золотой. В октябре 1995 года была выпущена четвертая песня «Rainin'», получивший умеренный успех в чартах Hot Mainstream Rock Tracks и Alternative Songs. В феврале 1995 года Rotting Piñata вошёл в Billboard 200, достигнув пика на 58 строчке в мае и оставаясь в этом чарте 40 недель.
В 1995 и 1996 годах группа выступила на нескольких ночных ток-шоу, включая The Jon Stewart Show, Late Show with David Letterman и Late Night with Conan O’Brien. 28 июня 1996 года Sponge вместе с Alice in Chains выступили на разогреве у Kiss на стадионе Tiger в Детройте. Вскоре после этого в 1996 году был вупущен второй альбом Sponge Wax Ecstatic, а первая его песня «Wax Ecstatic (To Sell Angelina)» получила широкое распространение на радио и MTV. Летом того же года Sponge выступила на музыкальном фестивале Lollapalooza. Вторая песня «Have You Seen Mary» также широко транслировалась по радио и была включена в фильм 1997 года «В погоне за Эми». Однако Columbia была недовольна количеством продаж Wax Ecstatic и отказалась от дальнейшего сотрудничества с Sponge, как только альбом покинул чарты. Несмотря на это, группа продолжила заниматься музыкой в поисках нового лейбла.

### New Pop Sundayи изменения в составе (1999—2002)
В 1999 году Sponge подписала новый контракт с Beyond Records и выпустила свой третий альбом New Pop Sunday. Альбом отличался от предыдущих менее суровым звучанием, более близким к поп-року. В том же году группа снова выступила на Edgefest и X-Fest. В 2000 году песня альбома «Live Here Without You» была номинирована на премию «Outstanding National Single» фондом Detroit Music Awards. Примерно в это же время братья Кросс покинули Sponge. Вскоре после этого ушел и Чарли Гровер. Остальные участники (Маццола и Домброски) наняли басиста Робби Грэма и барабанщика Палуцци, сформировав группу Crud.
В 2001 году Домброски был приглашен барабанщиком Alice in Chains Шоном Кинни джемовать с ним в Сиэтле вместе с товарищем по группе бас-гитаристом Майком Айнезом и гитаристом Queensrÿche Крисом ДеГармо. Вместе они сформировали супергруппу Spys4Darwin и выпустили мини-альбом microfish. 4 августа 2001 года они выступили на Endfest, продолжив совместную работу в следующем году. Примерно в это же время Домброски начал выступать и записывать музыку с группой The Orbitsuns. Затем Домброски и Маццола восстановили группу Sponge, пригласив барабанщика Билли Адамса, гитариста Курта Маршке и басиста Тима Круковски.

### For All the Drugs in the World, изменения в составе иThe Man(2003—2006)
В 2003 году Sponge выпустили свой четвертый студийный альбом For All the Drugs in the World на лейбле Idol Records. В альбом вошли песни, которые ранее были выпущены Sponge в составе одноименного мини-альбома, доступного только на концертах и на их веб-сайте. В том же году Sponge гастролировала с группами Soul Asylum, Gin Blossoms, Spin Doctors, The Verpe Pipe и The Presidents of the United States of America. После этого произошли изменения в составе группы: гитарист Энди Паталан заменил Маццолу, а гитарист Кайл Нили — Курта Маршке. С этого момента Домброски стал единственным участником Sponge, присутвовавшим в группе с момента создания. В 2005 году группа выпустила пятый студийный альбом The Man на лейбле Idol Records. Также в 2005 году Sponge выпустила мини-альбом Hard to Keep My Cool.

### Galore GaloreиStop the Bleeding(2007—2014)
В 2007 году Sponge выпустила свой первый официальный концертный альбом Alive in Detroit. В ноябре 2007 года было объявлено, что группа выпустит свой шестой студийный альбом Galore Galore на своем новом лейбле Bellum Records. Он содержит песни из Hard to Keep My Cool, а также новые треки и был выпущен 4 декабря 2007 года. В 2009 году группа выпустила мини-альбом Destroy the Boy. В 2010 году была выпущена видеоигра Guitar Hero: Warriors of Rock с перезаписанной версией «Plowed» в качестве загружаемой песни. 21 февраля 2012 года Sponge выступили на разогреве у Guns N’ Roses в The Fillmore Detroit. В 2013 году Sponge выпустила седьмой студийный альбом Stop the Bleeding, включающий песни из Destroy the Boy и новые треки. В том же году Sponge выступила на фестивальном туре Summerland, а также гастролировала с Spacehog. В 2014 году Sponge стала лауреатом премии «Outstanding National Single» фонда Detroit Music Awardsза за свою песню «Come In From the Rain».

### The Beer Sessions, воссоединение изначального состава и текущие планы (2015 — настоящее время)
Sponge продолжила записывать новые песни и снова выступила на фестивальном туре Summerland в 2016 году. Восьмой студийный альбом группы, The Beer Sessions, был выпущен 8 октября 2016 года на лейбле Three One Three Records. В мае 2018 года на ежегодной церемонии вручения наград Detroit Music Awards изначальный состав группы — Винни Домброски, Майк Кросс, Тим Кросс, Джимми Палуцци и Джои Маццола, воссоединился на одну ночь. Это было их первое совместное выступление на сцене за 24 года. На церемонии они получили награду за выдающиеся достижения благодаря успеху Rotting Piñata.
В 2019 году Sponge исполнила 2 своих песни на The Howard Stern Show. Затем группа выпустила сборник Demoed in Detroit 1997-98. В него вошли неизданные треки, записанные в эпоху New Pop Sunday. Sponge гастролировала с группой The Nixons до конца 2019 года. Группа также объявила даты турне по Северной Америке весной и летом 2020 года; однако концерты были отложены из-за пандемии COVID-19.

## Участники группы
- Винни Домброски — вокал (1992—2000, 2001-настоящее время)
- Кайл Нили — гитара, бэк-вокал (2004 — настоящее время)
- Энди Паталан — гитара, бэк-вокал (2004 — настоящее время)
- Тим Паталан — бас (2009 — настоящее время)
- Билли Адамс — барабаны (2001-настоящее время)

Бывшие участники
- Джои Маццола — гитара, бэк-вокал (1992—2000, 2001—2004)
- Майк Кросс — гитара, бэк-вокал (1992—2000)
- Тим Кросс — бас (1992—2000)
- Джимми Палуцци — барабаны, бэк-вокал (1992—1994)
- Чарли Гровер — барабаны (1994—2000)
- Курт Маршке — гитара, бэк-вокал (2001—2004)
- Тим Круковски — бас (2001—2009)

Концертные музыканты
- Стив Домброски — гитара (2012)
- Джефф Хейс — бас (2013 — настоящее время)
- Джейсон Хартлесс — барабаны (2020)

## Дискография

### Студийные альбомы
| Название                       | Подробности | Пиковые позиции в чартах | Пиковые позиции в чартах | Сертификация    |
| Название                       | Подробности | US                       | US Heat                  | Сертификация    |
| ------------------------------ | --- | ------------------------ | ------------------------ | --------------- |
| Rotting Piñata                 | - Выпущен: 2 августа 1994 - Лейбл: Work Group, Columbia - Форматы: CD, грампластинка, компакт-кассета, цифровое скачивание | 58                       | 4                        | - RIAA: Золотой |
| Wax Ecstatic                   | - Выпущен: 2 июля 1996 - Лейбл: Columbia - Форматы: CD, компакт-кассета, цифровое скачивание                               | 60                       | —                        |                 |
| New Pop Sunday                 | - Выпущен: 13 апреля 1999 - Лейбл: Beyond - Форматы: CD, компакт-кассета, цифровое скачивание                              | —                        | —                        |                 |
| For All the Drugs in the World | - Выпущен: 2 сентября 2003 - Лейбл: Idol - Форматы: CD, цифровое скачивание                                                | —                        | —                        |                 |
| The Man                        | - Выпущен: 4 октября 2005 - Лейбл: Idol - Форматы: CD, цифровое скачивание                                                 | —                        | —                        |                 |
| Galore Galore                  | - Выпущен: 4 декабря 2007 - Лейбл: Bellum - Форматы: CD, цифровое скачивание                                               | —                        | —                        |                 |
| Stop the Bleeding              | - Выпущен: 29 мая 2013 - Лейбл: Three One Three, The End - Форматы: CD, цифровое скачивание                                | —                        | —                        |                 |
| The Beer Sessions              | - Выпущен: 8 октября 2016 - Лейбл: Three One Three - Форматы: CD, цифровое скачивание                                      | —                        | —                        |                 |

### Песни
| Название                            | Год  | Пиковые позиции в чартах | Пиковые позиции в чартах | Пиковые позиции в чартах | Альбом                         |
| Название                            | Год  | US                       | US Alt.                  | US Main. Rock            | Альбом                         |
| ----------------------------------- | ---- | ------------------------ | ------------------------ | ------------------------ | ------------------------------ |
| «Neenah Menasha»                    | 1994 | —                        | —                        | —                        | Rotting Piñata                 |
| «Plowed»                            | 1994 | 41                       | 5                        | 9                        | Rotting Piñata                 |
| «Molly (16 Candles Down the Drain)» | 1995 | 55                       | 3                        | 11                       | Rotting Piñata                 |
| «Rainin'»                           | 1995 | —                        | 34                       | 18                       | Rotting Piñata                 |
| «Wax Ecstatic (To Sell Angelina)»   | 1996 | 64                       | 15                       | 11                       | Wax Ecstatic                   |
| «Have You Seen Mary»                | 1996 | —                        | —                        | 7                        | Wax Ecstatic                   |
| «Live Here Without You»             | 1999 | —                        | —                        | —                        | New Pop Sunday                 |
| «1000 Times»                        | 1999 | —                        | —                        | —                        | New Pop Sunday                 |
| «Treat Me Wrong»                    | 2003 | —                        | —                        | —                        | For All the Drugs in the World |
| «Leave This World»                  | 2003 | —                        | —                        | —                        | For All the Drugs in the World |
| «Unlucky»                           | 2005 | —                        | —                        | —                        | The Man                        |
| «Feels Like Love»                   | 2005 | —                        | —                        | —                        | The Man                        |
| «Wasted»                            | 2007 | —                        | —                        | —                        | Galore Galore                  |
| «Hard to Keep My Cool»              | 2007 | —                        | —                        | —                        | Galore Galore                  |
| «Come in From the Rain»             | 2013 | —                        | —                        | —                        | Stop the Bleeding              |
| «Destroy the Boy»                   | 2013 | —                        | —                        | —                        | Stop the Bleeding              |
| «Jump While the House Is on Fire»   | 2016 | —                        | —                        | —                        | The Beer Sessions              |
| «Sick of It All»                    | 2016 | —                        | —                        | —                        | The Beer Sessions              |

### Концернтные альбомы и сборники
| Год  | Название                                      | Лейбл                          |
| ---- | --------------------------------------------- | ------------------------------ |
| 1996 | In Concert                                    | Westwood One radio             |
| 1996 | Live from the Pit                             | Global Satellite Network radio |
| 1997 | All Access: Sponge                            | MediaAmerica Radio             |
| 1999 | The Exclusive Sponge Sessions (live acoustic) | Beyond                         |
| 2000 | Molly                                         | Sony Music                     |
| 2007 | Alive in Detroit                              | Three One Three                |
| 2009 | Hits & B Sides, Volume 1                      | Three One Three                |
| 2011 | Hits & B Sides, Volume 2                      | Three One Three                |
| 2014 | Deep Cuts Live                                | Three One Three                |
| 2014 | Rotting Alive                                 | Three One Three                |
| 2014 | Playlist: The Very Best of Sponge             | Sony Music                     |
| 2017 | Wax Ecstatic Live                             | Three One Three                |
| 2019 | Demoed in Detroit 1997-98                     | Cleopatra                      |

### Саундтреки и прочее
| Год  | Песня                  | Описание                                                    |
| ---- | ---------------------- | ----------------------------------------------------------- |
| 1995 | «Seventeen»            | Саундтрек к фильму «Лоботрясы»                              |
| 1995 | «Isolation»            | Вошёл в альбом Working Class Hero: A Tribute to John Lennon |
| 1995 | «Go Speed Racer Go»    | Вошёл в альбом Saturday Morning: Cartoons' Greatest Hits    |
| 1996 | «All This and Nothing» | Саундтрек к фильму «Колдовство»(1996)                       |
| 1996 | «Christmas Day»        | Вошёл в альбом O Come All Ye Faithful: Rock 4 Choice        |
| 1999 | «Chameleon»            | Вошёл в альбом The Musician’s Choice, Volume 1              |
| 2012 | «Plowed»               | Саундтрек к фильму «Покорители волн»                        |